# Mariantonia Samà
Pour les articles homonymes, voir Sama.

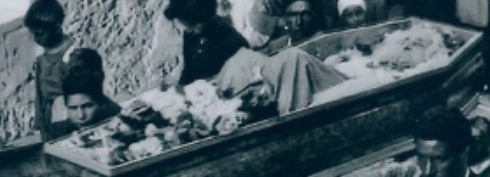
Funérailles en 1953.

Mariantonia Samà, née le 2 mars 1875 et morte le 27 mai 1953 à Sant'Andrea Apostolo dello Ionio (province de Catanzaro), est une mystique et vierge consacrée italienne. Atteinte d'une grave maladie non diagnostiquée, elle vécut alitée pendant cinquante sept ans. Profondément pieuse, elle fit don de ses souffrances au Christ et mena une intense vie spirituelle, contrastant avec son immobilité physique. Elle est vénérée comme bienheureuse par l'Église catholique, et fêtée le 27 mai.

## Biographie

### Une enfance de souffrance
Mariantonia Samà naît le 2 mars 1875, quelques jours avant la mort de son père. Elle est alors élevée par sa mère Marianna, paysanne, qu'elle aide à travailler aux champs : entre autres, elle accompagne un âne chargé de blé au moulin et le ramène ensuite au village avec les sacs de farine, ceci en échange d'une miche de pain par semaine. Leurs conditions de vie sont extrêmement précaires. En 1886, à l'âge de 11 ans, Mariantonia tombe gravement malade après s'être abreuvée dans un marais. Tous les traitements se révèlent inefficaces. Elle ne guérit que huit ans plus tard, après cinq heures de prière devant le buste-reliquaire de saint Bruno, à l'abbaye Santo Stefano del Bosco.

### Une vie alitée
Deux ans plus tard, en 1896, Mariantonia tombe à nouveau gravement malade. À partir de ce moment, elle restera paralysée — alitée, en position allongée avec les genoux relevés — jusqu'à sa mort, cinquante sept ans plus tard. Soutenue par sa mère, elle subit cette épreuve avec une foi extraordinaire. La grande pauvreté de la famille ainsi que le froid et l'obscurité qui occupent la maison accroissent les souffrances physiques de la malade et démoralisent sa mère, qui ne perdent néanmoins ni leur courage, ni la foi, ni l'espérance. 
À la mort de sa mère le 24 février 1920, ce sont le curé et les Sœurs Réparatrices qui se chargent de satisfaire les besoins de Mariantonia. Une vieille dame est notamment mise à sa disposition. Les habitants de Sant'Andrea lui apportent quant à eux la nourriture nécessaire, qu'elle partage avec les plus nécessiteux. 

### La «religieuse de saint Bruno»
Totalement soumise à la Providence divine, elle accepte son handicap et offre ses souffrances à Dieu pour la rédemption du monde : selon sa parente Dora Samà, « aucune plainte n'est jamais sortie de sa bouche ». 
Très proche du curé de sa paroisse, proche également des pères rédemptoristes et des sœurs du Sacré-Cœur, Mariantonia reçoit un enseignement religieux approfondi. Vers 1915, elle se consacre à Dieu en prononçant des vœux privés. Elle se couvre la tête d'un voile noir et devient pour tous « la religieuse de saint Bruno ». Dès lors, sa maison devient un véritable lieu de pèlerinage pour les habitants du village, qui viennent écouter ses conseils et lui confier leurs prières. Trois fois par jour, elle récite le rosaire avec ses visiteurs. L'Eucharistie y est célébré chaque jour.

## Vénération

### Béatification

#### Enquête sur les vertus
De son vivant, Mariantonia possède déjà une réputation de sainteté. À sa mort le 27 mai 1953, les fidèles écrivent sur sa tombe : « Elle a vécu pour l'Amour, pendant 60 ans elle s'est purifiée dans l'Amour et maintenant du Ciel elle montre à tous le chemin de l'Amour ». Le 9 février 2007, l'enquête pour sa béatification est officiellement ouverte par l'évêché de Catanzaro-Squillace. La phase diocésaine de l'enquête est clôturée le 31 janvier 2012. Elle est alors transmise à la Congrégation pour la doctrine de la foi, chargée de la seconde phase. 
Le 20 décembre 2017, Mariantonia est déclarée vénérable par le pape François.

#### Reconnaissance d'un miracle
Dans la nuit du 12 au 13 décembre 2004, une femme de Gênes prie Mariantonia Sama de lui obtenir la guérison de son arthrose aux genoux qui avait dégénéré en paralysie. Au matin, à son réveil, elle ne ressentait plus aucune douleur, elle était totalement guérie. 
L'enquête médicale ne put apporter d'explication scientifique pour justifier cette guérison soudaine et totale. Le 10 juillet 2020, le pape François reconnaît ce miracle attribué à l'intercession de Mariantonia Sama, et signe le décret de sa béatification.
Elle est solennellement proclamée bienheureuse le 3 octobre 2021, au cours d'une Messe célébrée dans la Basilique de l'Immaculée Conception de Catanzaro, par le cardinal Marcello Semeraro. Avec elle, Gaetana Tolomeo, laïque italienne, est elle aussi élevée à la gloire des autels.

### Culte
La bienheureuse Mariantonia Samà est fêtée le 27 mai, jour de sa « naissance au Ciel ». 
En 2003, la dépouille de Mariantonia Sama est transférée dans l'église Santi Pietro e Paolo à Sant'Andrea Apostolo dello Ionio, pour être exposée à la vénération des fidèles.